# Holla Holla
«Holla Holla» — первый из трёх промо-синглов с третьего студийного альбома Эйкона Freedom. В песне присутствует приглашенный исполнитель, американский певец и рэпер T-Pain. Сингл был выпущен в цифровом виде на iTunes 25 ноября 2008 года, однако в Интернете появился 17 ноября 2008 года. Песня достигла 19-й строчки в чарте Bubbling Under Hot 100 Singles 1 декабря 2008 года. Песня не была выпущена ни на одном физическом носителе.

## Список песен
1. «Holla Holla» (Feat. T-Pain) — 3:00

## Чарты
| Чарт (2008)                            | Позиция |
| -------------------------------------- | ------- |
| США (Billboard Bubbling Under Hot 100) | 19      |